# Alpirsbach
Alpirsbach település Németországban, azon belül Baden-Württembergben. Lakosainak száma 6242 fő (2023. december 31.). Alpirsbach Bad Rippoldsau-Schapbach, Freudenstadt és Loßburg községekkel határos.

## Népesség
A település népessége az elmúlt években az alábbi módon változott:
| Lakosok száma | 6230 | 6909 | 6947 | 6731 | 6594 | 6942 | 6932 | 6922 | 6428 | 6242 |
|               | 1961 | 1967 | 1974 | 1980 | 1986 | 1993 | 1999 | 2005 | 2012 | 2023 |